# Relación entre el Grupo Clarín y el kirchnerismo

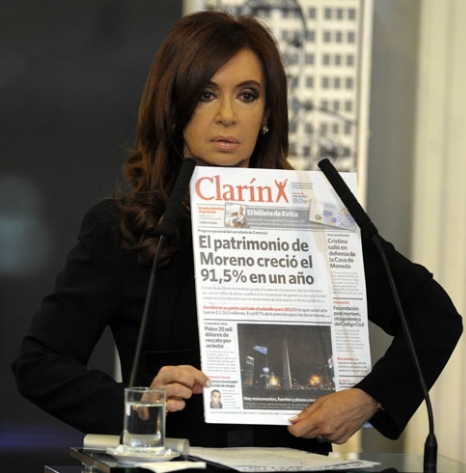
La presidenta Cristina Fernández de Kirchner sosteniendo un ejemplar del Diario Clarín en julio de 2012.

Desde comienzos de 2008, se produjo una serie de controversias entre el Grupo Clarín y el kirchnerismo. Estas controversias se desarrollaron en distintos ámbitos de los medios de comunicación y repercutieron en distintos aspectos de la vida nacional como la cultura, la economía y la política.
Las controversias comenzaron a ser notorias públicamente a partir del paro agropecuario patronal de 2008, pero que luego de finalizado el mismo se prolongaron en el tiempo y se mantienen en la actualidad.

## Presidencia de Néstor Kirchner
Mientras era Presidente, Néstor Kirchner había afirmado que no existe el periodismo independiente, ya que los periodistas no se pueden aislar de la empresa que los emplea. Estas empresas son, según su punto de vista, poseedoras de un enorme poder y actores en este juego de poder, con intereses e ideología. Dichos medios actúan decisivamente en la relación entre los ciudadanos y los políticos. Según Graciela Mochkofsky, Kirchner interpretaba cada artículo, título y foto, cada palabra de radio como un ataque o apoyo a su gestión por parte del dueño del medio, con el objetivo de obtener ventajas económicas o políticas.
El 27 de agosto de 2004 la Coalición por una Radiodifusión Democrática, presenta su «iniciativa ciudadana por una ley de radiodifusión para la democracia», que consta de 21 puntos y sus fundamentos, por lo que también se la conoce como "los 21 puntos". El 20 de mayo de 2005, Néstor Kirchner renovó las licencias de los principales medios de radiodifusión, con el objetivo de "darles previsibilidad, seriedad y tranquilidad", según el propio discurso de Kirchner.

### Relación con el diario La Nación
El lunes 5 de mayo de 2003 el entonces candidato a presidente Néstor Kirchner se reunió con el periodista José Claudio Escribano para acercar posiciones con ese diario, el cual era más crítico desde lo ideológico. Según Horacio Verbitsky, Escribano le pidió a Kirchner que cumpliera un pliego de condiciones que incluía el alineamiento con Estados Unidos; un punto final a la revisión que entonces estaba haciendo la Corte Suprema a las leyes de amnistía y una condena al régimen cubano por violaciones a los derechos humanos.
Kirchner respondió «mi mayor preocupación es que me acompañen los argentinos, por eso no empiezo por los empresarios ni por el embajador de ningún país. Tampoco pienso en un alineamiento automático con Estados Unidos ni buscar que me aprueben como precondición para gobernar mi país. Como es difícil que podamos ponernos de acuerdo, sería importante tratarnos con respeto.» Escribano nunca desmintió esta versión pero según Mochkofsky un ejecutivo del diario le dijo que la reunión había sido cordial y que fue Escribano quién dio por concluida la conversación de dos horas. También dijo que Escribano debió haber desmentido el artículo de Verbitsky.
El 15 de mayo, al día siguiente de que Carlos Menem abandonara el balotaje que debía realizarse ese domingo, Escribano publicó en La Nación un artículo en el que criticaba el discurso de Kirchner luego de ser proclamado ganador de las elecciones y en el que, además, se preguntaba como veían a Argentina los hombres de negocios más poderosos, a la vez que pronosticó que Argentina había resuelto darse gobierno por un año.
Ese día, Néstor Kirchner almorzó en el programa de Mirtha Legrand donde dijo «No me molesta que me critique el doctor Escribano, porque él tiene una visión del país y yo tengo otra. Él estuvo de acuerdo con el Proceso. Yo no, yo repudio la represión y las desapariciones».
Durante toda su presidencia, los periodistas del diario La Nación —en comparación con Clarín o Página/12— tuvieron poca comunicación directa con funcionarios del gobierno de Kirchner. El único que tenía acceso al Presidente, a través de Alberto Fernández, era el periodista Fernán Saguier, quien conocía a Kirchner desde 2002 cuando todavía era gobernador de Santa Cruz.
Kirchner comenzó a contestar públicamente las editoriales de La Nación. Según Graciela Mochkofsky, la prensa pasó a ocupar el rol de opositora y no de institución independiente. En forma incipiente, después de más de dos décadas, comenzaba a someterse a debate público el papel de los periodistas en la vida nacional.

### Relación con el Grupo Clarín
Opuesto a la relación tensa con La Nación, Néstor Kirchner tenía una relación cercana con Clarín. Según Mochkofsky, todos los presidentes anteriores a él creían en un «sistema de buen trato». Según Alberto Fernández el Grupo Clarín es un sistema absolutamente ensamblado de la noticia, sic: «se desplegaba a la mañana con un artículo en el diario que lo tomaba Magdalena Ruiz Guiñazú en Radio Mitre, pasaba 24 horas seguidas en Canal 13 y TN y, al final de día, analizaba Joaquín Morales Solá en su programa. Te terminaba de aniquilar».
Durante su presidencia, Kirchner tuvo una relación muy cercana con el CEO de Clarín, Héctor Magnetto. Lo conoció durante la campaña electoral de 2003 por consejo del entonces presidente Eduardo Duhalde. Magnetto no tenía opinión formada sobre él y lo refería como «el del sur». Clarín tenía como enemigo político a Carlos Menem quien había intentado destruir el diario durante su segunda presidencia, por lo que apoyó la candidatura de Kirchner cuando todavía tenía un 8% de intención de voto.
Por su parte la entonces primera dama Cristina Kirchner veía con recelo el acercamiento a Clarín. «Ustedes son unos tarados que creen en Clarín» (sic) reprendía a su marido Néstor Kirchner.
Magnetto estaba de acuerdo con Kirchner en dos puntos fundamentales: la renegociación de la deuda y el control de la calle. Sobre el primero, Clarín, luego de la devaluación del Peso, inició en 2003 la renegociación de su deuda en Dólares de Multicanal y AGEA, por lo que apoyó en 2005 el canje de la deuda externa. Sobre el segundo ítem Magnetto aprobaba la política de no represión de Kirchner mientras dicha coyuntura no fuera muy prolongada. Otro punto que Clarín aprobó fue la renovación de la Corte Suprema de Justicia, eliminando la hasta entonces mayoría automática del menemismo. Según Mochkofsky se puede decir que Kirchner tuvo plena aprobación hasta mediados de su mandato. A su vez el gobierno nacional retribuía otorgando a Clarín las primicias de los actos de gobierno.
Durante los cuatro años y medio de presidencia de Néstor Kirchner, era él mismo quien llamaba a los diarios para protestar por algún titular o nota que aparecía en Clarín. Según Mochkofsky, un alto ejecutivo del diario le dijo «era mucho más insistente, más inmediato» que otros presidentes y políticos.
Aun así la relación con el diario era buena. En noviembre de 2006 el diario Perfil publicó una nota sobre el caso Skanska tema del que Clarín se hizo eco pero que investigó meses después, en marzo de 2007. Lo mismo ocurrió con el caso Antonini Wilson donde Clarín solo reproducía la crónica.
El primer desencuentro público ocurrió en marzo de 2007 cuando la Secretaría de medio ambiente Romina Picolotti, funcionaria dependiente de Alberto Fernández, denunció que la empresa Papel Prensa S.A. contaminaba el río Baradero y fijó un plazo de 180 días para cesar el derrame de efluentes contaminantes. El Grupo Clarín recurrió a la justicia para evitar una gasto de diez millones de dólares a la vez que publicó en julio una investigación en la que decía que la funcionaria hacía gastos desmedidos y realizaba contrataciones injustificadas de parientes. El conflicto finalizó cuando Fernández, que había sido nombrado representante del Estado en el directorio de la empresa, dijo que obligó a los demás socios de la papelera a invertir 8 millones de dólares para evitar la contaminación.
La relación entre Kirchner y Magnetto siguió siendo cordial aunque de mutua desconfianza. El CEO de Clarín le exponía sus críticas y señalaba errores a la vez que le llevaba propuestas al presidente. Los temas más criticados eran la inflación y la protesta callejera que, según él, ya superada la crisis no debía permitirse cualquier manifestación. En contraposición, según Mochkofsky, Magnetto sentía desconfianza de Kirchner ya que recibió la información de que el presidente tenía pensado adquirir parte del paquete accionario del Grupo. Esto como parte de un supuesto escenario futuro donde Magnetto hubiera fallecido. También según Mochkofsky, Magnetto les dijo a periodistas de su diario que Kirchner reducía todo a una lógica transaccional y que le había dicho «acompáñenme, ustedes van a ser los más ricos de la Argentina». Clarín decidió comprar Cablevisión, situación solo posible si contaba con apoyo de la Comisión de defensa de la competencia.
Para Jorge Asís, el enfrentamiento político que marcó la década fue una "guerra-divorcio", "una institucional Guerra de los Rose." Asegura Julio Blanck, editor jefe del Clarín y periodista desde 1977, que, en los orígenes, nunca vio alianza tan empática como la que tuvo el grupo con el kirchnerismo. Y reconoce: "en los últimos años hicimos un periodismo de guerra."

## Presidencia de Cristina Fernández de Kirchner
Cuando Néstor Kirchner traspasó la banda presidencial a su esposa tenía un 70% de imagen positiva, la mayor de la historia para un presidente saliente. Cristina Kirchner, que había ganado en primera vuelta con el 45,29% de los votos positivos, no gozó del crédito inicial que Clarín le dio a todos los presidentes.
El fin de semana inmediato a su asunción, Clarín publicó una serie de críticas al gobierno, por la situación energética, la inflación y los índices del índices oficiales que la medían así como la cercanía a Hugo Chávez. La imagen positiva del gobierno se redujo de 56% en enero de 2008 a 26% en mayo. Clarín, La Nación, Perfil, entre otros, atribuyeron esta caída a la percepción de que los votos le correspondían más a su marido, la percepción de «falta de trabajo y autoridad» ya que mantuvo prácticamente el mismo gabinete de su marido y finalmente los cambios en su aspecto físico: «le daban una apariencia de frivolidad que irritaba especialmente a las mujeres de clase media: la senadora nacional de trajes severos, a lo Hillary Clinton, se había convertido en una primera dama y luego presidenta de carteras Louis Vuitton, cintura ceñida, extensiones de cabello y una interminable colección de vestidos, conjuntos y zapatos de diseño. Además siempre hablaba con el dedo levantado, como una maestra, siempre reprendiendo.»
En diciembre de 2007 La Nación comparó a Solano López con Adolfo Hitler, lo que provocó una respuesta enérgica en la intelectualidad paraguaya y también entre intelectuales de izquierda en general. Al respecto, Cristina Fernández expresó:

Algún medio de comunicación, fundado tal vez por uno de los que encabezó aquella triple traición, me criticó duramente. No importa, la verdad histórica no puede taparse con editoriales. Está escrita, desgraciadamente a sangre y fuego en el corazón del pueblo paraguayo.
Cristina Fernández de Kirchner

Durante el Paro agropecuario patronal en Argentina de 2008, el Grupo Clarín mantuvo una línea editorial crítica contra Cristina Kirchner y tomó abiertamente partido por los sectores opuestos al gobierno. Tanto el Clarín y La Nación fueron acusados de tendenciosos y de proteger los intereses de poderosos grupos económicos. Mientras Clarìn acusó a su gobierno de "desacreditar a los medios de comunicación como contrapeso en la democracia". Sin embargo el multimedios fue uno de los principales beneficiados y receptores de la pauta oficial. Según Néstor Kirchner, el conflicto se debió a que el kirchnerismo no aceptó la presión del Grupo Clarín para que no fuera candidata a presidente ni para que el gobierno operara para que el grupo pudiera comprar la empresa Telecom, manifestada de manera personal a Néstor Kirchner por Héctor Magnetto, CEO del grupo empresarial, y la propia Cristina.
Tras el fin de su presidencia, Julio Blanck, editor jefe del Diario Clarín, durante una entrevista dijo "Hicimos periodismo de guerra" y reveló que hicieron "mal periodismo" pero que fueron "buenos haciendo guerra".

### Fusión de Multicanal y Cablevisión
La Comisión de Defensa de la Competencia debía resolver antes de que Cristina Kirchner asumiera, la megafusión de las dos mayores prestadoras del servicio de televisión por cable: Multicanal, de Clarín (hoy fusionada), y Cablevisión. Ambas representaban el 75% del mercado en el Gran Buenos Aires, 85% en Santa Fe y el 94% en Córdoba. Los dueños del Grupo Clarín insistían con que dicha aprobación debía ser un dictamen por unanimidad, es decir, un dictamen único en el que se aprobara sin objeciones. Esto serviría como un escudo ante posibles impugnaciones por parte de otros operadores de cable.
El 7 de diciembre de 2007 la fusión fue aprobada sin la unanimidad exigida por los abogados de Clarín, lo cual no resta legitimidad a la aprobación. Hubo un dictamen favorable de los vocales Humberto Guardia Mendonça y Diego Póvolo. José Sbatella, en cambio, acompañó dicha resolución pero indicando que era necesario para asegurar la competencia, que Clarín se desprendiera de los derechos de la televisación del fútbol y que vendiera activos en las localidades donde Cablevisión y Multicanal eran las dos únicas prestadoras.
La Secretaría de Comercio de la Nación, acompañando la aprobación dijo que la operación tiene "potencialidades en términos del desarrollo de una red alternativa de comunicaciones, de actualización tecnológica de los consumidores y de reducción de la brecha digital". 
Asimismo, en el dictamen se hace referencia al "incremento del potencial competitivo de las empresas involucradas y a la posibilidad de generar economías de escala, densidad y alcance que se traduzcan en beneficios al mercado y los usuarios".
Por su parte el dictamen con objeciones de Sbatella decía entre otras cosas:

"En el caso de las señales y contenidos vinculados con el grupo Torneos y Competencias (TyC), en cambio la operación, tiene la potencialidad de generar un refuerzo de la posición dominante de dicho grupo en lo que se refiere a los contenidos relacionados al campeonato argentino de fútbol, que podría restringir la competencia con los operadores de televisión por cable que compiten con Multicanal y Cablevisión... Este problema ameritaría recomendar que la nueva entidad consolidada se desprenda de los activos y participaciones societarias directas e indirectas que posee actualmente en las empresas del grupo Torneos y Competencias (es decir, TRISA, TSC y las señales TyC Sports y TyC Max)."

"Los contenidos de los canales TyC Sports y TyC Max han sido además objeto de varios casos de conductas anticompetitivas analizadas en el pasado por esta Comisión, entre los cuales merecen señalarse 'CNDC c/ TRISA, TSC y otros'; 'Teledifusora c/ TSC'; 'Decotevé c/ TRISA y TSC'; 'Nogoyá Televisora Color c/ TSC y TRISA'. En el primero de dichos casos la conducta objetada fue la fijación de precios mínimos de reventa por parte de TRISA y TSC para los partidos de fútbol argentino que los operadores de televisión por cable comercializaban bajo la modalidad codificada. Entre los otros, las conductas denunciadas tuvieron que ver con negativas de venta y abusos de posición dominante por parte de los proveedores de señales y contenidos que supuestamente perjudicaban a los operadores televisivos independientes y beneficiaban a los operadores de televisión por cable que estaban parcialmente integrados con el grupo Torneos y Competencias."
"Los problemas de competencia generados por la integración vertical existente en el grupo Torneos y Competencias y Multicanal podrían por lo tanto exacerbarse si a dicha integración vertical se agrega el sistema de televisión por cable operado por Cablevisión. El problema potencial más grave que tiene que ver con la posibilidad de cierre de mercado de contenidos ligados al fútbol argentino para los operadores televisivos que no pertenecen a la nueva entidad fusionada, lo cual podría tener entidad de restringir la competencia entre dichos operadores y el grupo Multicanal-Cablevisión. Este efecto también puede verse como un refuerzo de la posición dominante que el grupo Torneos y Competencias parece tener en el segmento de contenidos ligados con el fútbol argentino que se incrementaría considerablemente si el mismo grupo económico tiene el control de esos contenidos y del sistema de televisión por cable operado actualmente por cablevisión."

"...Los problemas de competencia aparecen en aquellas áreas urbanas en las cuales operan tanto Cablevisión como Multicanal (21 localidades en total)… Son ciudades de más de 100.000 habitantes con un alto grado de penetración del servicio de televisión por cable.  Es por eso que no parece a primera vista razonable resignar el efecto benéfico que la competencia tiene en esas áreas a los efectos de aprovechar economías de escala que, a primera vista, no parecen tan significativas. Sería recomendable que la nueva entidad que se consolida desmembre, en cada una de estas 21 localidades, una de las dos compañías que controla actualmente y enajene los activos de las mismas a alguna empresa diferente..."

Al día siguiente Clarín se quejaba porque dicha resolución invitaba a que otros operadores de cable iniciaran acciones judiciales e impugnaciones, como finalmente sucedió.
Según Montenegro, Néstor Kirchner quedó enojado con Sbatella por no haber firmado la resolución sin objeciones y por entorpecer la, hasta ahí, buena relación con el Grupo Clarín. Sbatella fue perdiendo competencias en la Comisión de Defensa de la Competencia que le eran delegadas a Guillermo Moreno. Finalmente el 8 de agosto de 2008 fue reemplazado por Ricardo Napolitani.
A comienzos de 2008 se comenzaba a definir si se permitía al Grupo Clarín ingresar a la prestadora de telefonía Telecom. Hacía varios meses que el multimedio venía invirtiendo en Fibra óptica en las localidades más importantes del país. Su objetivo era (y es) tener el triple play: telefonía, internet y televisión. Un tipo de servicio que, en ese mismo año, empezó a brindar empresas como Telecentro.
Telecom Argentina es controlada por la empresa Sofora S.A. Su paquete accionario lo poseen en un 50% el Grupo Werthein (argentino) y el otro 50% pertenece a Telecom Italia. Según Montenegro, el ministro de Planificación Federal Julio De Vido, había viajado en enero a Italia para arreglar el ingreso de Clarín a Telecom. El objetivo habría sido que los accionistas italianos vendieran su parte, obligados por una resolución de la Comisión de Defensa de la Competencia que investigaba si Telefónica (que también es prestadora en Argentina), tenía posición dominante ya que la misma había adquirido en Europa acciones de Telecom.

### Controversias durante el paro agropecuario patronal
Iniciado el paro agropecuario patronal el canal Todo Noticias transmitía las 24 horas los cortes de ruta, marchas y cacerolazos en contra del gobierno. Fue así que Néstor Kirchner convoca a Héctor Magnetto a Olivos donde, según Mochkofsky, le dijo:

— NK: Héctor yo necesito tenerlos en esta pelea a ustedes al lado mío. Yo los voy hacer polvo a los del campo y a vos te necesito al lado mío. Si no estás a mi lado, aquí trazo la línea.

 — HM: Yo tengo una visión diferente. Este conflicto es absolutamente innecesario. Es una pelea por 2.000 millones de dólares. No amerita un conflicto de esta envergadura. Se arregla con una negociación en 72 horas.

 — NK: De ninguna manera. Vos no entendés. Si yo me deshago de estos tipos, no me queda nada en frente.

 — HM: Mirá, Néstor, no estás peleando contra cuatro personas, sino contra una base social mucho más amplia, geográfica y etnográficamente. Es una base social enorme. Y ésta es una pelea innecesaria.

 — NK: No entendés. Lo tengo que definir políticamente.

 — HM: Yo no voy a estar de ese lado. Te estás peleando con la gente, no con la dirigencia.

Los canales de televisión de Clarín continuaron su transmisión de la protesta con un sesgo «pro campo». Eran comunes las coberturas de los discursos de Cristina Kirchner en donde se dividía la pantalla y se mostraba al otro lado a dirigentes como Alfredo De Angeli reaccionando en contra de lo que decía la presidenta.
Tras el fin de su presidencia Julio Blanck, editor jefe del diario Diario Clarín, durante una entrevista admitió que: "Hicimos periodismo de guerra" y reveló que hicieron "mal periodismo" pero que fueron "buenos haciendo guerra".
El 2 de abril, la Facultad de Ciencias Sociales de la Universidad de Buenos Aires emitió dos declaraciones cuestionando el paro de los productores agropecuarios y el involucramiento de los medios de comunicación, a los que acusó de mostrar una visión sesgada y claramente a favor del paro, así como de los que lo apoyaban, además de acusar a los medios de ocultar información, tachando el hecho de antidemocrático, y solicitar una investigación.

Han existido expresiones de periodistas no corregidas, ni enmendadas por colegas o sus superiores, que(...)llenan de vergüenza e indignación por sus contenidos clasistas y racistas, y por la supina ignorancia que revelan(...)el público de los medios ha recibido muestras inadmisibles de trato discriminatorio de los actores sociales según su capacidad económica o su pertenencias de clases ante formas similares de reclamo de derechos (...) [hubo una] notoria ausencia de contrastes en las posiciones dadas a conocer en los medios sobre las medidas de las cuatro entidades que las convocaron y todas estas cuestiones ponen de manifiesto la necesidad de la sanción de una ley democrática de radiodifusión que garantice los derechos del público a acceder a la información plural.

#### Caricatura de Sábat
En abril de 2008, el historietista Hermenegildo Sábat fue criticado por Cristina Fernández de Kirchner por una caricatura del dibujante en el diario Clarín (en la que esta aparece con la boca vendada), calificándola de "mensaje cuasimafioso". Esta reacción de la primera mandataria motivó un pronunciamiento de ADEPA (entidad que nuclea a algunas de las empresas dueñas de los medios de prensa de la Argentina), que expresó su preocupación por el "creciente clima de suspicacias oficiales hacia la prensa".
El periodista afín a la presidenta, Horacio Verbitsky, explicó:

Sábat no es Clarín, como antes no fue La Opinión, ni Primera Plana, ni Atlántida. Es un artista maravilloso y el mejor analista político del país. Su obra admirable requiere de un esfuerzo de interpretación. CFK entendió que era un mensaje para que no dijera algo. Pero, ¿por qué dar por sentado que el autor del mensaje es Menchi y no que, gracias a su impresionante sensibilidad para detectar corrientes profundas de la sociedad, interpretó con ese dibujo la intolerancia de las patronales rebeldes, que intenta silenciar a quien apenas lleva cien días de gobierno?

#### Observatorio de la discriminación en radio y televisión
Dos días después del episodio de Sábat, las declaraciones y un informe complementario de la Facultad de Ciencias Sociales de la UBA fueron avalados por la Presidencia de la Nación el día 4 de abril, en una reunión de la presidenta con el decano de dicha facultad, Federico Schuster. Fernández de Kirchner indagó sobre la neutralidad de la libertad de prensa y si es ésta la libertad de los periodistas o la de las empresas:

Yo creo que los argentinos tenemos que reflexionar sobre quiénes son los titulares de la libertad de prensa: si son las grandes empresas de comunicación o es el ciudadano y la ciudadana de a pie, como me gusta decir
Cristina Fernández

Nuevamente apuntando a los medios de prensa, dijo:

Parece ser que hay una prohibición decretada desde algún lugar de que comunicar a los argentinos que las cosas nos van mejor o que también pasan cosas buenas en la República Argentina fuera algo que está de más o molesta”
Cristina Fernández

En la reunión se coincidió en impulsar el existente Observatorio de la Discriminación en radio y televisión, integrado por el Comité Federal de Radiodifusión (COMFER), el Instituto Nacional contra la Discriminación, la Xenofobia y el Racismo (INADI), el Consejo de la Mujer, la Facultad de Ciencias Sociales de la UBA y las demás facultades de Ciencias Sociales de las universidades nacionales que quieran sumarse.
El diario Clarín calificó la propuesta como una iniciativa para controlar a la prensa y la comparó con un polémico proyecto de ley denominado "Ley Mordaza" impulsado por el entonces ministro de Justicia Rodolfo Barra en tiempos del expresidente Carlos Saúl Menem.
La SIP (Sociedad Interamericana de Prensa), entidad que nuclea a los dueños de prensa de América, entre ellos Televisa la Organizações Globo, el propio Grupo Clarín, Grupo Mercurio de Chile, y otros, expresó a través de un comunicado su preocupación por la medida.

#### Censura a periodista por el Grupo Clarín
Por otro lado, el Círculo Sindical de la Prensa y la Comunicación de Córdoba (Cispren) denunció la censura de que fue objeto Enrique Lacolla, en La Voz del Interior, medio perteneciente al Grupo Clarín, que fue desafectado por escribir una nota titulada "la sedición del "campo"", en el que puntualizaba la actitud de los agroexportadores y su intento de sedición. Al respecto el sindicato emitió un comunicado que expresó:

"El Círculo Sindical de la Prensa y la Comunicación de Córdoba denuncia y repudia un episodio de censura que resulta ejemplificador acerca de cómo los trabajadores de prensa y el derecho a la información de la ciudadanía han estado entre las principales víctimas del fuego cruzado de las últimas semanas entre los dueños del Estado, los dueños del campo y los dueños de la comunicación.(...) La desafectación de Enrique Lacolla, iniciada con el rechazo de una nota titulada “La sedición del campo”, coincide con la asunción del control total de la empresa Cimeco -propietaria de La Voz del Interior- por parte del Grupo Clarín, que participa en forma directa en los agronegocios y cuenta en su directorio con poderosos terratenientes y empresarios del sector agropecuario. El mensaje es muy claro: no hay lugar para el disenso ideológico en los grandes medios de comunicación. Y menos en momentos en que en un conflicto se dirimen intereses propios o de sus aliados.

El mismo Círculo sindical denuncia la parcialidad de ADEPA y por extensión de la SIP, y su inhabilitación para hablar de censura al expresar en el mismo comunicado:

"la Asociación de Entidades Periodísticas Argentinas (Adepa), entidad que suele enmascarar en la supuesta reivindicación de la libertad de prensa la defensa de la libertad de empresa y el monopolio informativo. Adepa ha afirmado en estos días en una solicitada: “En su diversidad, la prensa argentina ha dado sobradas muestras de ecuanimidad, objetividad y equidistancia pudiendo exhibir una trayectoria democrática que, en muchos casos, abarca vicisitudes patrias a lo largo de más de un siglo”.  La declaración resulta poco menos que hipócrita, si se tiene memoria -por citar sólo algunas de estas “vicisitudes”- de la complicidad de las grandes empresas periodísticas con el genocidio perpetrado por la última dictadura militar y con el modelo económico de exclusión social concebido en esos años y profundizado durante la década de los 90, complicidad esta última que fuera compensada con la habilitación de los multimedios, es decir, la consagración del monopolio informativo. Ya el Cispren denunció la semana pasada esta impostura de Adepa, que [mientras]“advierte sobre la inconveniencia de las palabras de la Presidenta y hace gala de la vigilancia de la libertad de prensa, (...) sus socios se cansan de practicar la censura según lo dicte la conveniencia de la empresa”. El caso de Lacolla es una triste y elocuente muestra.

La noche del miércoles 14 de mayo de 2008 el Jefe de Gabinete Alberto Fernández y el director de Relaciones Institucionales del Grupo Clarín, Jorge Rendo, se reunieron en Casa Rosada. Esa noche, la misma del acto de asunción por Néstor Kirchner de la presidencia del Partido Justicialista, ambos representantes habrían acordado bajar el nivel de confrontación.
Por su parte La Cámpora, agrupación juvenil peronista, suspendió su campaña gráfica "Clarín Miente" y "TN Todo Negativo". También se habría suspendido otra campaña gráfica en la que se iban a difundir fotos de Ernestina Herrera de Noble junto al dictador Jorge Rafael Videla festejando la inauguración de la planta de Papel Prensa S.A., en la que sellaron la sociedad.[cita requerida]

### Ley de medios
Luego del conflicto con el campo, la pelea cambió de matiz. Por el lado del Grupo Clarín se apeló a alinearse con la oposición política. Hizo una fuerte campaña durante las elecciones legislativas de 2009, donde el kirchnerismo perdió peso en ambas cámaras. Según Montenegro, hubo dos temas que empeoraron la relación con Clarín. Primero la televisación abierta del fútbol y posteriormente la aprobación de la nueva ley de servicios de comunicación. En el primer caso el gobierno argentino sostiene que el fútbol es parte de la cultura argentina y la gente no puede ser privada de él. Dicha situación se correspondía con las objeciones interpuestas por José Sbatella en la Comisión de Defensa de la Competencia.
El gobierno argentino, que hasta entonces había dado escasa réplica a las ideas vertidas por los medios opositores, creó el programa 6, 7, 8 en abril de 2009. Este programa televisivo puso en debate el rol de los medios de comunicación y el papel de los periodistas.
Uno de los aspectos relacionados con la libertad de prensa que se buscan con la Ley de Servicios de Comunicación Audiovisual, es que la formación de la opinión pública no corresponda a grupos concentrados o a unos "pocos dueños". Posteriormente el gobierno abrió las licencias para la creación de empresas proveedoras de televisión por cable. Dicho registro estaba cerrado desde 2000.
Una medida fuertemente criticada por toda la oposición fue la caducidad de la licencia de la prestadora de acceso a internet Fibertel en 2010. Según el gobierno la empresa no existía más por una fusión hecha en 2009. Según Clarín se trató de otra embestida más del gobierno contra la libertad de expresión. Actualmente la empresa opera con otra licencia que posee el grupo.
Durante el debate de la nueva ley de servicios de comunicación, inició una campaña institucional donde decía que el canal Todo Noticias podía desaparecer, así como varias de sus radios.
Cablevisión por su parte incumple una resolución de la Autoridad Federal de Servicios de Comunicación Audiovisual que ordena incluir en la grilla a los canales INCAA TV, CN23 y Telesur. El canal Pakapaka fue incluido el 20 de mayo de 2011 (luego de casi un año de existencia) pero solo en el plan prémium. Asimismo incumple la resolución que dispone el orden en que deben estar los canales. Respecto a la inclusión de canales, la empresa, que depende del Grupo Clarín, envió un comunicado en el que asegura que la señal no podía ser incorporada por "una cuestión netamente técnica". Y aseguró que hay otros cableoperadores que tampoco tienen esta señal y sin embargo "no reciben esta campaña de hostigamiento permanente". Finalmente, en enero de 2014, INCAA TV, Telesur y Pakapaka fueron incluidos en la grilla básica de Cablevisión, con la consecuente remoción de Glitz*, Cosmopolitan TV, Sony Spin y Studio Universal.
Entre 2009 y 2013 Clarín sostuvo un litigio judicial contra el Poder Ejecutivo Nacional que lo eximió de cumplir la Ley de servicios audiovisuales en lo que respecta a los topes de cantidad de licencias y participación en el mercado. Después de dos fallos favorables (Primera instancia y Procuradoría General) y uno en contra (Cámara de apelaciones) la causa fue tomada por la Corte Suprema de Justicia de la Nación, que dictaminó el martes 30 de octubre de 2013 con seis votos a favor y uno en contra, la constitucionalidad general de la Ley. Asimismo el máximo tribunal no emitió opinión sobre la calidad de la ley a la vez que realizó una serie de recomendaciones a la Autoridad de aplicación.

### Críticas al rol de Clarín durante la última dictadura militar
El 31 de agosto de 2010, el Boletín Oficial publicó el Decreto 1210/2010, el cual dispone a la Secretaría de Derechos Humanos poner a disposición del Poder Judicial el informe Papel Prensa SA: la verdad, y que intervenga como parte querellante en las causas que resulten y en las que se investigue la comisión de delitos de lesa humanidad en perjuicio de quienes fueran integrantes de la firma Papel Prensa SA y de otras personas con las que aquellos tenían alguna vinculación. En abril de 2011 la Unidad Fiscal Federal de La Plata, que interviene en casos de terrorismo de Estado, calificó como «crimen de lesa humanidad a los hechos que rodearon la transferencia de acciones de la empresa Papel Prensa entre 1976 y 1977». Los fiscales Rodolfo Marcelo Molina y Hernán Schapiro destacaron que «las pruebas revelan que los hechos denunciados podrían ser parte de acciones persecutorias e impregnadas por espurios intereses económicos», en relación con los presuntos crímenes relacionados con la adquisición de Papel Prensa por Clarín y La Nación. Fernández dijo que se investigaría la adquisición de Papel Prensa, argumentando que la familia Graiver había vendido la empresa tras ser extorsionada por miembros de la última dictadura militar. Cabe destacar que estos dos diarios mantuvieron una posición a favor de la dictadura.
El 24 de marzo de 2010 la presidenta Fernández anunció que apoyaría a las Abuelas de Plaza de Mayo en caso de que estas decidieran denunciar al Poder Judicial argentino ante tribunales internacionales, debido a las maniobras dilatorias e irregulares en la causa contra Ernestina Herrera de Noble, propietaria del multimedio Clarín, por el presunto secuestro y robo de identidad de dos hijos de desaparecidos a los que haría pasar como hijos, una de las causas más demoradas dentro de las investigaciones relacionadas con el tráfico de bebés en el Proceso de Reorganización Nacional, en la que se concluyó que dichas personas no eran hijos de ninguno de los desaparecidos cuyo ADN estuviera registrado en la base de datos oficial. El caso se prolongó diez años.
En junio de 2011 la Cámara de Casación resolvió que procede la extracción con o sin consentimiento pero fijando como fecha para las comparaciones genéticas las semanas del año 1978 correspondientes a la época de nacimiento de los hermanos, pero estos decidieron ofrecer voluntariamente muestras biológicas para ser comparadas con todas las muestras recolectadas hasta ese momento (9 de octubre de 2012) de familiares de niños presuntamente apropiados que “no son todas las vinculadas con víctimas de la última dictadura”, arrojando resultado negativo.  

### Utilidad pública del papel para diarios
Los informes de medios periodísticos como 6, 7, 8, Tiempo Argentino y Página/12 redujeron significativamente la imagen positiva del multimedio[cita requerida]. En muchos de estos se mostraba su accionar fraudulento y/o complaciente con las dictaduras.
Uno de los casos que la justicia argentina está investigando desde 2010 es el de la empresa Papel Prensa S.A. la cual habría sido adquirida bajo presión a la familia de David Graiver. Esto último con la venia de la dictadura de Videla, pero a cambio de no mencionar en sus medios los crímenes de lesa humanidad, o presentándolos como cruces entre delincuentes y las fuerzas de seguridad.
Clarín empezó a promocionar la candidatura presidencial de los políticos de la oposición como Eduardo Duhalde (quien creó la llamada ley Clarín, "Ley de Preservación del Patrimonio y los Bienes Culturales", destinada mejorar la situación económica del grupo), y acusa al gobierno de "estar en contra de los medios independientes", "manipular a periodistas", de ser "corrupto" y "hacer daño al mercado argentino".
Esta última situación no se corresponde con el informe que realiza mensualmente la organización Reporteros sin fronteras, la cual a diciembre de 2010 posiciona a la libertad de prensa en Argentina en la misma escala de Europa.
En diciembre de 2011 se aprobó la Ley 26.736 que declara interés público la fabricación, comercialización y distribución de pasta celulosa y papel para diarios y somete el mismo al control estatal.